# Ходжикент (станция)
Ходжике́нт (узб. Xo'jakent) — железнодорожная станция Узбекистанских железных дорог, расположенная в Ташкентской области. До ввода в 2025 году станции Чинаркент являлась крайней на участке.

## Описание

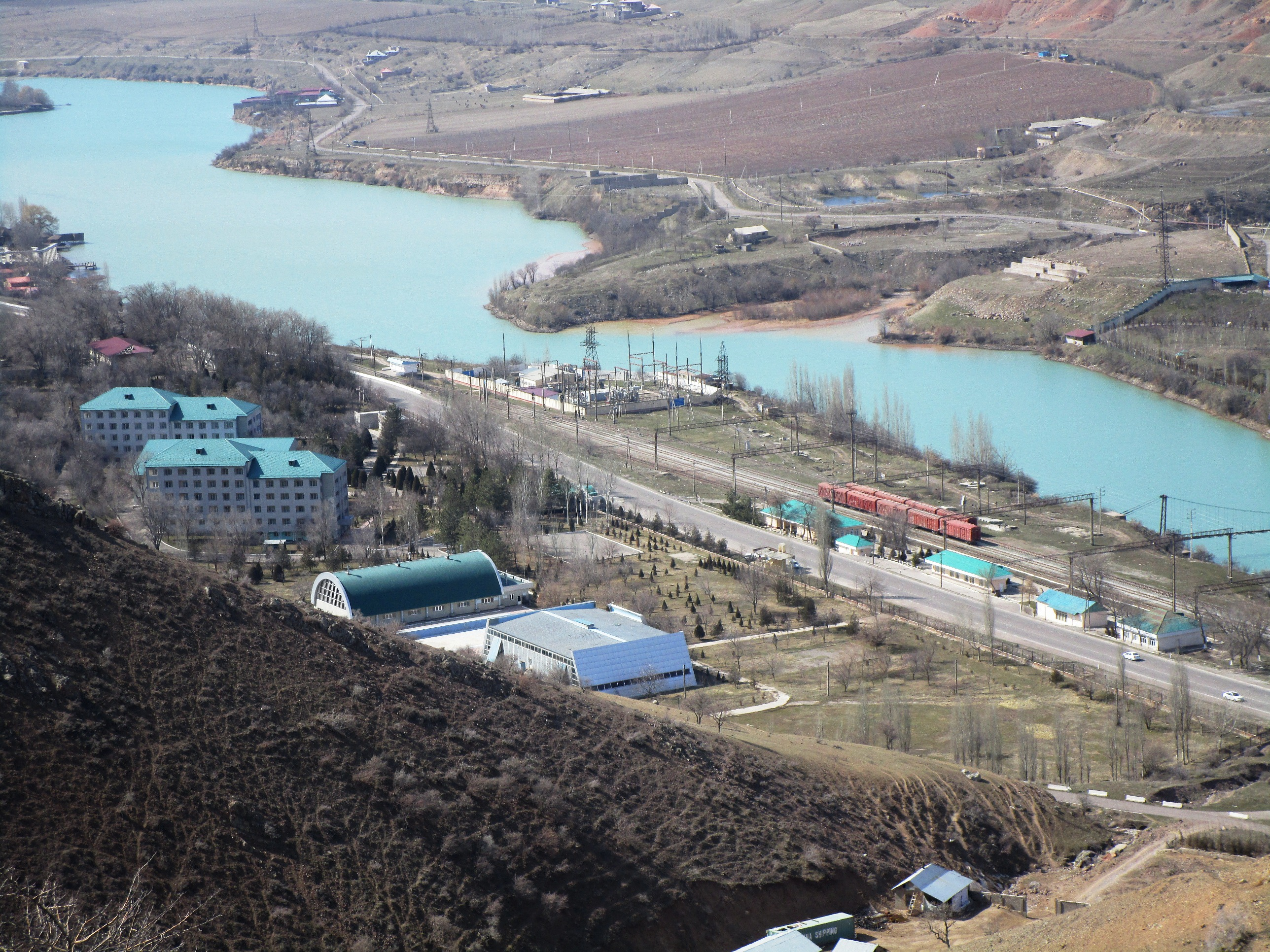
Река Чирчик у железнодорожной станции Ходжикент, правее автомобильная дорога Чарвак-Ташкент и санаторий железнодорожной компании Узбекистана

Участок железной дороги до Ходжикента был построен в 1960-х годах для подвоза стройматериалов на строительство Чарвакской ГЭС. Рядом со станцией расположен дом отдыха «Ходжикент», принадлежащий железнодорожной компании Узбекистана. После постройки ГЭС линия стала использоваться в качестве пригородной железнодорожной линии. Особенно это направление использовалось туристами желающими попасть в горы.
С 2025 года, после ввода станции Чинаркент, станция Ходжикент стала предпоследней станцией пригородных поездов Гулистан—Ташкент—Чинаркент. В летнее время, из-за наплыва туристов, по выходным дням запускается экспресс, следующий по тому же направлению.
Предыдущая станция при движении с Ташкента — Каранкуль.
Следующая станция при движении с Ташкента — Чинаркент.

## В литературе
- В Ходжикенте происходит действие приключенческого романа Хамида Гуляма «Бессмертие»